# Tota (Benin)
Tota è un arrondissement del Benin situato nella città di Dogbo (dipartimento di Kouffo) con 36.883 abitanti (dato 2006).